# Soufrière (Saint Lucia)
Soufière – miasto w Saint Lucia. Według danych szacunkowych na rok 2013 liczy 1302 mieszkańców. Miasto jest stolicą dystryktu Soufrière.